# Hemsleya dolichocarpa
Hemsleya dolichocarpa är en gurkväxtart som beskrevs av W.J. Chang. Hemsleya dolichocarpa ingår i släktet Hemsleya och familjen gurkväxter. Inga underarter finns listade i Catalogue of Life.